# Dayro Moreno
Dayro Mauricio Moreno Galindo (Tolima, 16 settembre 1985) è un calciatore colombiano, attaccante dell'Once Caldas.

## Carriera

### Once Caldas e Atlético Paranaense
Inizia la sua attività da professionista con il club del Once Caldas. Nel 2004 vince la Coppa Libertadores, battendo nel doppio incontro gli argentini del Boca Juniors (pur non facendo parte del gruppo dei titolarissimi).

### Atlético Nacional e Talleres
Il 1º luglio 2017 passa all'Atlético Nacional. Il 17 ottobre 2018, il club decide di rescindere il contratto dopo la testata rifilata al compagno di squadra Jeison Lucumí durante una lite per un rigore nella partita contro il Deportivo Cali.
Il 18 dicembre, dopo due mesi da svincolato, viene ingaggiato così dal Talleres.

### Nazionale
Viene convocato per la Copa América Centenario negli Stati Uniti d'America.

## Palmarès

### Club

#### Competizioni nazionali
- Campionato colombiano: 3

Once Caldas: 2003-I, 2010-II
Atletico Nacional: 2017-I
- Copa Colombia: 1

Atlético Nacional: 2018

#### Competizioni internazionali
- Coppa Libertadores: 1

Once Caldas: 2004
- Recopa Sudamericana: 1

Atletico Nacional: 2017

### Individuale
- Capocannoniere del campionato colombiano: 7

2007-II (16 reti), 2010-II (16 reti) condiviso con Wilder Medina, 2013-II (16 reti) condiviso con Luis Carlos Ruiz 2014-I (13 reti), 2017-I (14 reti), 2017-II (11 reti) condiviso con altri 3 giocatori, 2022-I (13 reti)
- Capocannoniere del Campionato messicano:1

Apertura 2016 (11 reti) condiviso con Raúl Ruidíaz